# Campionatul Mondial de Semimaraton din 1997
A 6-a ediție a Campionatului Mondial de Semimaraton s-a desfășurat pe 4 octombrie 1997 la Cașovia, Slovacia. Au participat 226 de sportivi din 45 de țări.

## Rezultate

### Masculin
| Loc   | Sportiv           | Timp    |
| ----- | ----------------- | ------- |
| 1     | Shem Kororia      | 59:56   |
| 2     | Moses Tanui       | 59:58   |
| 3     | Kenneth Cheruiyot | 1:00:00 |
| 4     | Hendrick Ramaala  | 1:00:07 |
| 5     | Mohamed Mourhit   | 1:00:18 |
| 6     | Gert Thys         | 1:00:23 |
| 7     | Abraham Assefa    | 1:00:52 |
| 8     | Luís Jesús        | 1:00:56 |
| 9     | Stefano Baldini   | 1:01:01 |
| 10    | Laban Chege       | 1:01:13 |
| [...] |                   |         |
| 22    | Nicolae Negru     | 1:01:45 |

| Loc | Țară                                                                  | Timp                            |
| --- | --------------------------------------------------------------------- | ------------------------------- |
|     | Kenya Shem Kororia (1) Moses Tanui (2) Kenneth Cheruiyot (3)          | 2:59:54 059:56 059:58 1:00:00   |
|     | Africa de Sud Hendrick Ramaala (4) Gert Thys (6) Makhosonke Fika (42) | 3:03:34 1:00:07 1:00:23 1:03:04 |
|     | Etiopia Abraham Assefa (7) Lemma Alemayehu (11) Tesfaye Tola (18)     | 3:03:46 1:00:52 1:01:17 1:01:37 |

### Feminin
| Loc   | Sportivă          | Timp    |
| ----- | ----------------- | ------- |
| 1     | Tegla Loroupe     | 1:08:14 |
| 2     | Cristina Pomacu   | 1:08:43 |
| 3     | Lidia Șimon       | 1:09:05 |
| 4     | Joyce Chepchumba  | 1:09:07 |
| 5     | Nuța Olaru        | 1:09:52 |
| 6     | Katrin Heinig     | 1:09:56 |
| 7     | Liudmila Petrova  | 1:10:02 |
| 8     | Rocío Ríos        | 1:10:06 |
| 9     | Mari Sotani       | 1:10:13 |
| 10    | Svetlana Zaharova | 1:10:29 |
| [...] |                   |         |
| 14    | Aurica Buia       | 1:11:01 |
| 15    | Alina Tecuță      | 1:11:02 |

| Loc | Țară                                                             | Timp                            |
| --- | ---------------------------------------------------------------- | ------------------------------- |
|     | România · Cristina Pomacu (2) · Lidia Șimon (3) · Nuța Olaru (5) | 3:27:40 1:08:43 1:09:05 1:09:52 |
|     | Kenya Tegla Loroupe (1) Joyce Chepchumba (4) Delilah Asiago (11) | 3:27:57 1:08:14 1:09:07 1:10:36 |
|     | Japonia Mari Sotani (9) Noriko Geji (12) Hiromi Katayama (13)    | 3:31:38 1:10:13 1:10:37 1:10:48 |

## Clasament pe medalii
| Loc   | Țară          | Aur | Argint | Bronz | Total |
| ----- | ------------- | --- | ------ | ----- | ----- |
| 1     | Kenya         | 3   | 2      | 1     | 6     |
| 2     | România       | 1   | 1      | 1     | 3     |
| 3     | Africa de Sud | 0   | 1      | 0     | 1     |
| 4     | Etiopia       | 0   | 0      | 1     | 1     |
| 4     | Japonia       | 0   | 0      | 1     | 1     |
| Total | Total         | 4   | 4      | 4     | 12    |